# 李劲堃
李劲堃（1958年—），男，汉族，广东南海人，中国画家，现任中国美术家协会副主席，广东省文学艺术界联合会副主席、广东省美术家协会主席。